# Getty Research Institute
Le Getty Research Institute (GRI, en français : Institut de recherche Getty), est un institut de recherche privé dépendant du J. Paul Getty Trust et situé au Getty Center, à Los Angeles.

## Présentation
Conçu dès 1983, il voit le jour sous le nom de Getty Center for the History of Art and the Humanities.
Le GRI possède une bibliothèque de recherche, conserve des collections d'archives, de livres anciens et d'estampes, organise des expositions et des événements, organise des programmes de recherche à destination des chercheurs, publie des ouvrages et gère des bases de données,,
.
Il a été dirigé par Salvatore Settis de 1994 à 1999, Thomas Crow de 2000 à 2007 et Thomas Gaehtgens (2007-2017), puis Mary Miller.